# Sago (amido)

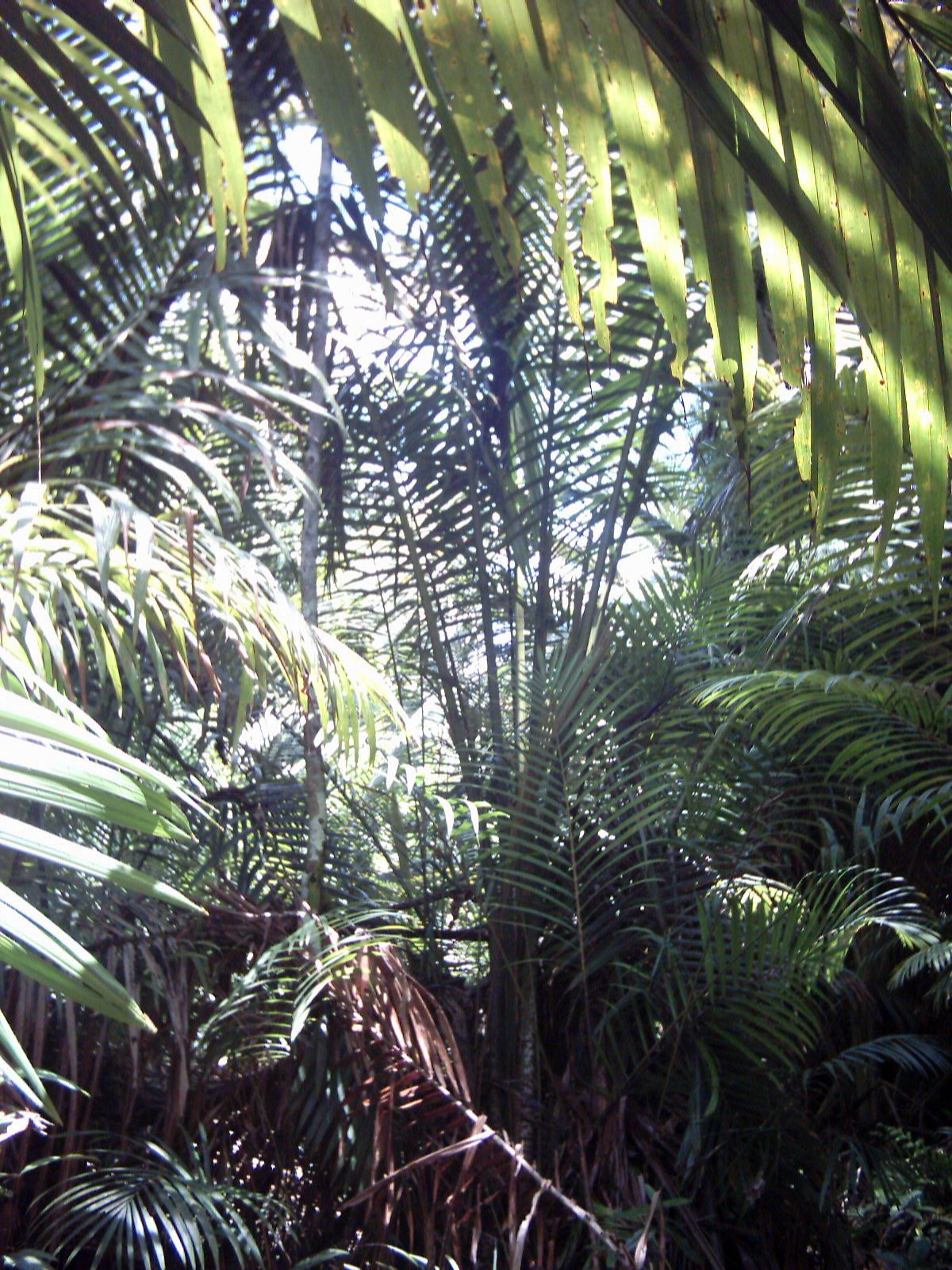
Palma di sago in Nuova Guinea

Il sago o sagù è un amido estratto dal midollo di diverse specie di palma appartenenti al genere Metroxylon e Phoenix, oltre alle Cycas. Il sago è un alimento di base per le popolazioni di pianura della Nuova Guinea e dell'arcipelago delle Molucche, dove è comunemente chiamato saksak e sagu. È tradizionalmente cucinato e mangiato in varie forme, come ad esempio in palline, miscelato con acqua bollente per formare una pasta, oppure come una frittella.
Il sago assomiglia a molti altri amidi, e sia il sago che la tapioca sono prodotti commercialmente in forma di "perle", simili fra loro in apparenza, che possono essere usati indifferentemente in diversi piatti. Questa similarità causa confusione nel nome dei piatti fatti con le perle. Poiché la fecola di sago prodotta da Metroxylon è la più utilizzata, questa voce farà riferimento al sago ottenuto dal Metroxylon se non diversamente specificato.

## Preparazione

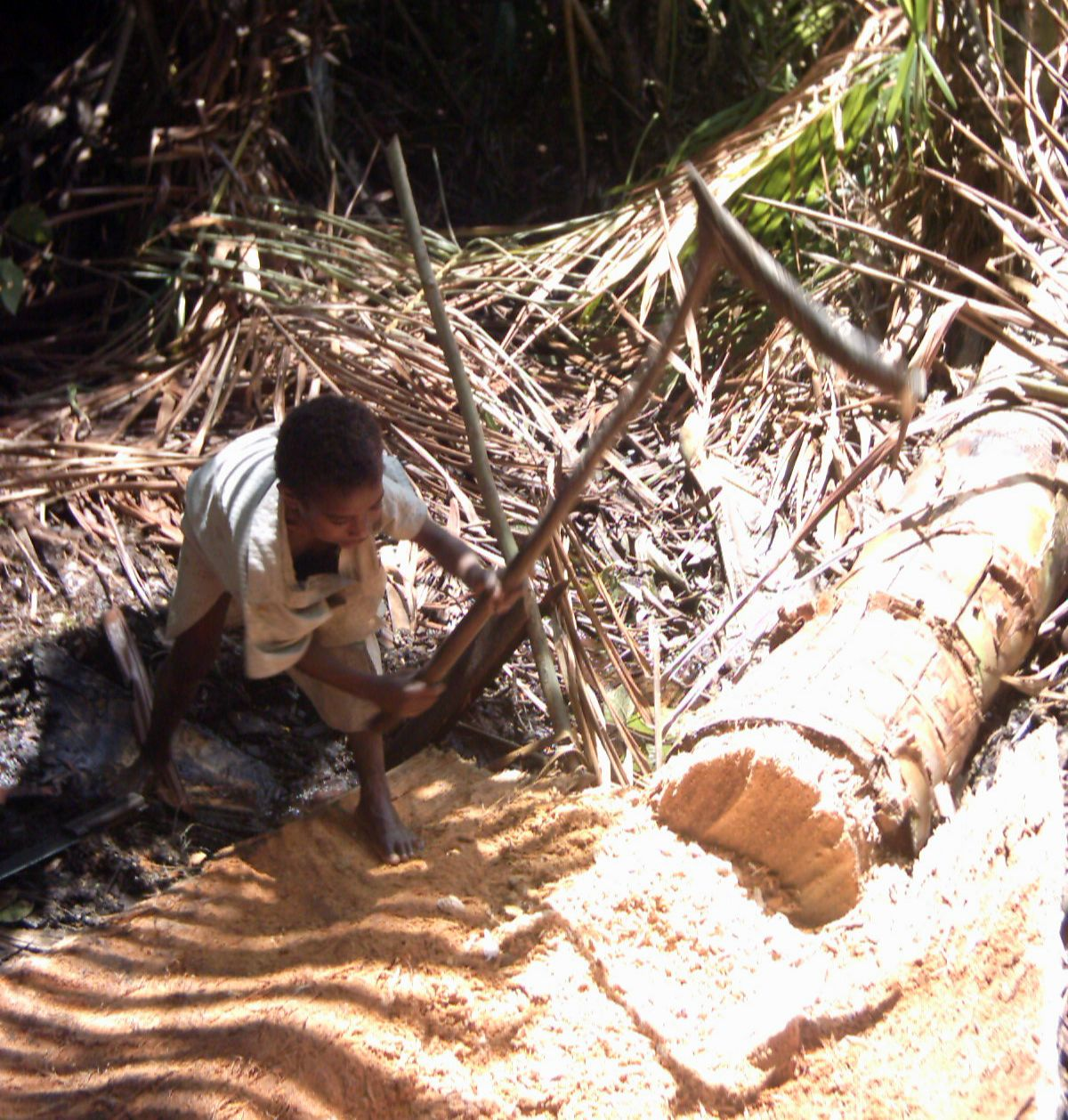

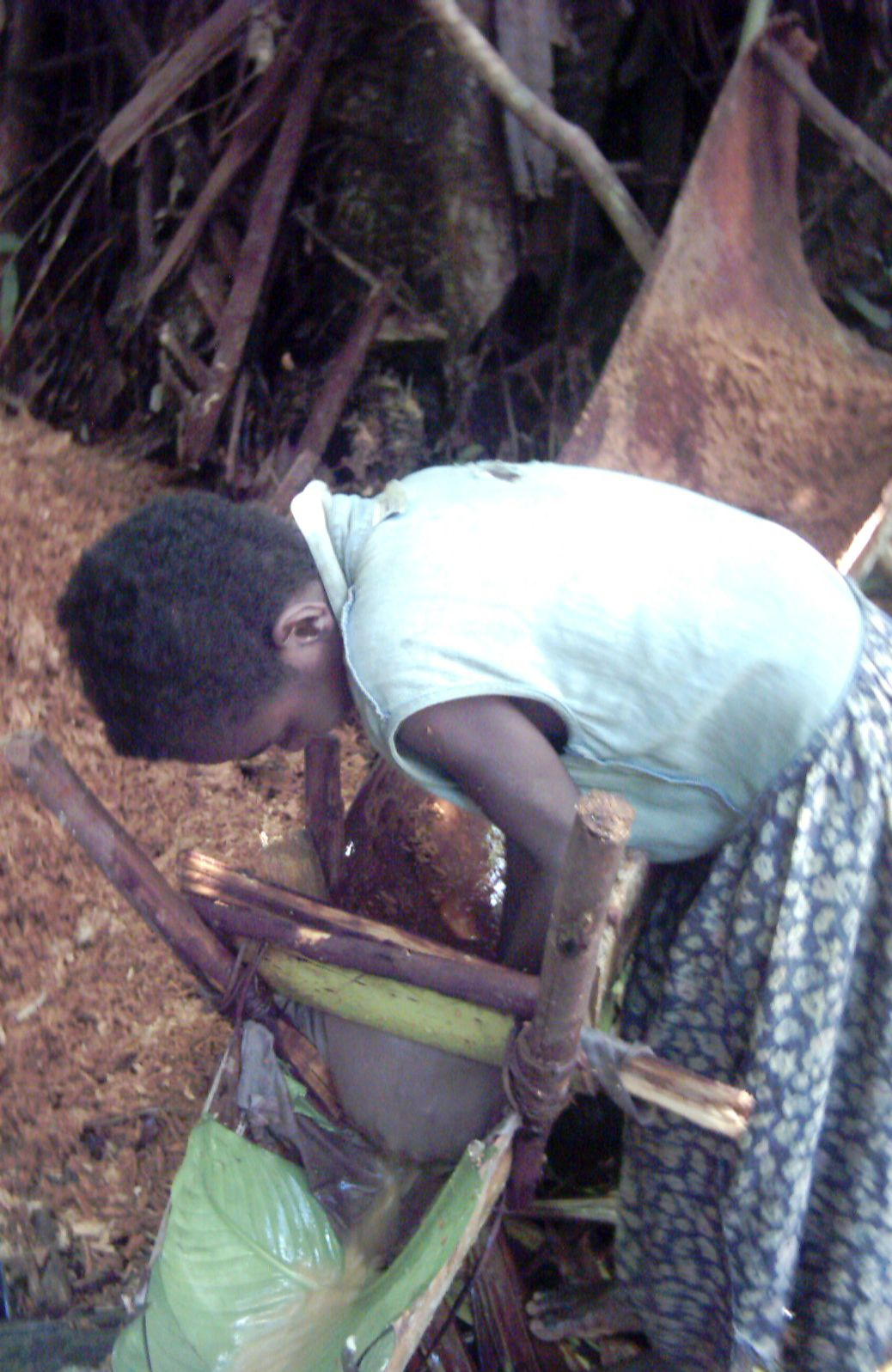

La procedura di estrazione del sago da Metroxylon avviene nel seguente modo:
1. La palma è abbattuta
2. Il tronco viene tagliato longitudinalmente e il midollo rimosso
3. Il midollo viene schiacciato e impastato per liberare l'amido
4. Il midollo viene lavato e steso per estrarre l'amido dalle fibre
5. La sospensione di amido grezzo viene raccolta in un contenitore per la sedimentazione

Le palme vengono abbattute poco prima della fioritura quando gli steli sono più ricchi di amido. Da una palma si estraggono da 150 a 300 kg di amido.

## Nutrizione
L'amido di sago da Metroxylon è quasi carboidrato puro con pochissime proteine, vitamine e minerali. Tuttavia, le palme di sago si trovano tipicamente in aree poco adatte ad altre forme di agricoltura e spesso la coltivazione  di questa specie è la forma ecologicamente più adatta all'utilizzo del suolo. Le carenze nutrizionali possono essere compensate con altri alimenti facilmente disponibili.
100 grammi di sago secco fornisce 355 calorie, di cui 94 g sono di carboidrati, 0,2 g di proteine, 0,5 g di fibre, 10 mg di calcio, 1,2 mg di ferro, e quantità trascurabili di grassi, carotene, tiamina e acido ascorbico.
Il sago può essere conservato per settimane o addirittura per mesi, ma generalmente viene consumato appena prodotto.

## Usi

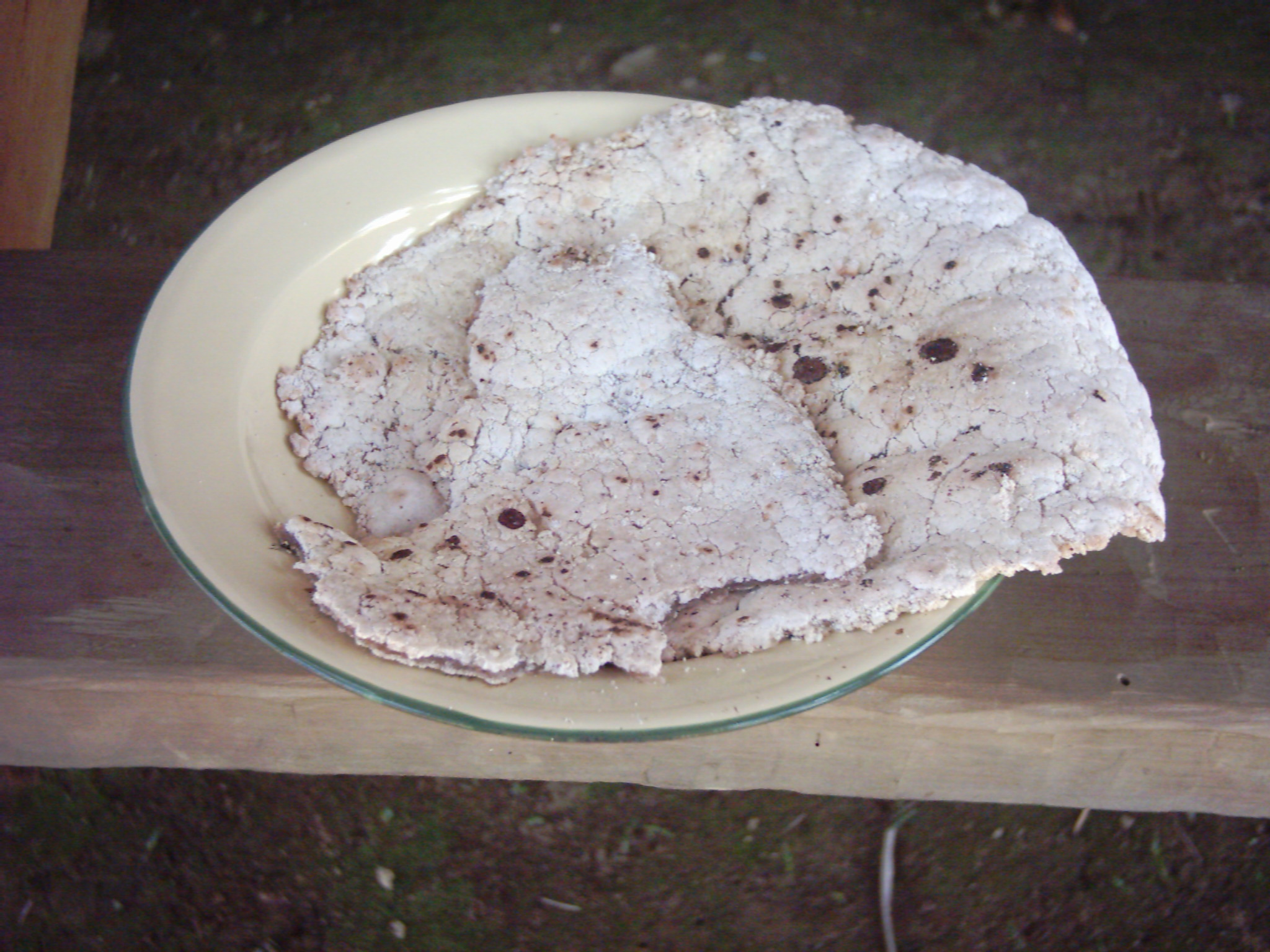
Piadina di sago

La fecola di sago viene cotta (ottenendo prodotti analoghi al pane, alla piadina o ai biscotti) oppure miscelata con acqua bollente per formare un impasto. Il sago può essere aggiunto al budino cotto al vapore, come il budino di prugne e sago, può essere in polvere usato come addensante per altri piatti, oppure può essere usato come una consistente farina.

In Indonesia e Malaysia, il sago è un alimento fondamentale di molte comunità tradizionali della Nuova Guinea, Borneo, Molucche e Sumatra. Nel Brunei, è utilizzato per preparare un piatto tipico della cucina locale chiamato ambuyat. Commercialmente viene utilizzato per tagliatelle e pane bianco. A livello mondiale il suo principale utilizzo è in "perle" simili alla Tapioca e spesso presenti in bevande e frullati.
L'amido di sago non è utilizzato solo nell'industria alimentare, ma è anche un importante materiale in diverse industrie quali quelle della carta, del compensato e del tessile. Il sago viene infatti utilizzato per produrre adesivi, carta, etanolo, sciroppi ad alto contenuto di glucosio e fruttosio, maltodestrine, ciclodestrine e glutammato monosodico.
L'amido è usato anche per trattare le fibre tessili rendendole più facili da lavorare. Il processo è chiamato imbozzimatura e contribuisce ad aumentare la coesione tra le fibre rinforzandole, rendere la  superficie esterna più liscia, lubrificarla per rendere più facile lo scorrimento sul metallo del telaio. La maggior parte dei tessuti e dei capi d'abbigliamento viene trattato con l'imbozzimatura, la quale lascia però dei residui che vengono rimossi con il primo lavaggio.
L'amido di sago attraverso la fermentazione può ulteriormente essere convertito per produrre plastica biodegradabile e etanolo. La biomassa residua può, similarmente, essere utilizzata per la produzione di energia e calore.
Poiché molte popolazioni locali fanno affidamento sul sago come alimento fondamentale, e dato che le riserve di sago non sono illimitate, in alcune aree la raccolta commerciale o industriale incontrollata di sago può entrare in conflitto con i bisogni alimentari delle comunità locali.

## Botanica
La palma di sago, Metroxylon sagu, si trova nella foresta tropicale di pianura e nelle paludi d'acqua dolce del sudest asiatico e della Nuova Guinea ed è la principale fonte di farina di sago. Può tollerare un'ampia varietà di terreni e può raggiungere i 30 metri di altezza. Il genere  Metroxylon comprende diverse specie: due delle quali, M. salomonense e M. amicarum, sono le meno importanti come fonte di sago in Melanesia e Micronesia.
Le palme di sago crescono molto rapidamente, fino ad 1,5 m del fusto in verticale all'anno. Il fusto è spesso ed è autoportante con una moderata attitudine rampicante. Le foglie sono pinnate, non palmate. Le palme si riproducono solo una volta prima di morire; sono raccolte all'età di 7-15 anni, poco prima della fioritura, quando i fusti sono pieni di amido immagazzinato per la riproduzione.
Oltre al suo uso come fonte di cibo, le foglie e le spate della palma sono usate come materiale da costruzione e per i tetti di paglia. Con le fibre si possono fabbricare corde.

## Cycas
Cycas revoluta è una pianta ornamentale o selvatica a crescita lenta. Comunemente viene chiamata "palma sago" e "palma king sago", ma sono termini impropri in quanto sono specie che appartengono al genere Cycas. Le Cycas sono gimnosperme della famiglia delle Cycadaceae; le palme invece sono angiosperme (piante a fiori) delle Arecaceae. I due taxa sono completamente indipendenti. È interessante notare che le cicadi sono fossili viventi del primo Permiano.
L'amido lavorato conosciuto come sago proviene da queste ed altre specie di cicadi. Si tratta di un alimento poco comune fonte di cibo per le popolazioni del pacifico e dell'oceano indiano. Ci sono molte differenze biologiche e nutrizionali fra i due tipi di sago. Al contrario delle palme del genere Metroxylon (discusse precedentemente), le cicadi sono molto tossiche: diverse parti della pianta contengono le neurotossine cicasina  e BMAA.
Prima che una qualunque parte della pianta possa essere mangiata, le tossine devono essere rimosse attraverso un lungo procedimento. In primo luogo il midollo dal tronco, la radice e i semi vengono macinati fino a dare una farina grossolana, poi accuratamente lavati per rimuovere le tossine naturali. Quindi vengono essiccati e cotti ottenendo l'amido, simile alla tapioca o alla palma sago.  
Le cicadi da sago sono usate per molti scopi in modo simile alle palme da sago. In Sri Lanka sono note come Sawu o Sau e sono usate per preparare il famoso porridge chiamato Sawu Kanda. Le perle di sago sono un prodotto commerciale strettamente simile alle perle di tapioca. Entrambe di piccole dimensioni (circa 2 mm di diametro), opache a forma sferica, possono essere bianche (se molto pure), colorate naturalmente di grigio, marrone e nero o colorate artificialmente di rosa, giallo, verde, ecc.  Quando sono inzuppate e cotte aumentano di dimensioni, diventano translucide, opache e morbide. Entrambi i tipi di perle sono ampiamente utilizzate nella cucina sud asiatica, in una moltitudine di piatti, e nel mondo, soprattutto nel pudding. In India le perle di sago sono chiamate javvarisi, o sabudana ("integrali") e sono usati in molti piatti come dolce bollito con il latte zuccherato in occasione del digiuno religioso. In Gran Bretagna, sago e tapioca, sono da tempo utilizzati nel budino di latte, e sono indistinguibili a tal punto che il "sago" venduto nei supermercati è quasi esclusivamente fatto con farina di tapioca. Nella medicina ayurvedica si ritiene che il budino di sago possa essere un efficace e semplice alimento per "rinfrescare ed equilibrare il calore del proprio corpo" quando si prendono farmaci forti o antibiotici.